# One Clear Voice
One Clear Voice är det femte studioalbumet av Peter Cetera.

## Låtförteckning
1. "The End of Camelot" – 4:19
2. "Faithfully" – 3:21
3. "(I Wanna Take) Forever Tonight" (med Crystal Bernard) – 4:36
4. "Apple of Your Daddy's Eye"  – 4:05
5. "One Clear Voice" – 3:47
6. "Wanna Be There"  – 3:28
7. "The Lucky Ones"  – 3:27
8. "Still Getting Over You" – 4:15
9. "S.O.S." (med Ronna Reeves) – 4:13
10. "And I Think of You" – 3:36
11. "Happy Man" – 4:36